# Le Dernier Bandit
Pour plus de détails, voir Fiche technique et Distribution.
Le Dernier Bandit (titre original : The Last Bandit) est un western américain produit et réalisé par Joseph Kane, sorti en 1949.
C'est un remake du film de 1941 The Great Train Robbery.

## Fiche technique
- Titre original : The Last Bandit
- Réalisation : Joseph Kane
- Scénario : Thames Williamson, Luci Ward, Jack Natteford
- Production : Republic Pictures
- Photographie : Jack A. Marta
- Musique : R. Dale Butts
- Montage : Arthur Roberts
- Date de sortie : 
  - États-Unis : 25 février 1949

## Distribution
- Wild Bill Elliott : Frank Norris / Frank Plummer
- Lorna Gray : Kate Foley / Kate Sampson
- Forrest Tucker : Jim Plummer
- Andy Devine : Casey Brown
- Jack Holt : Mort Pemberton
- Minna Gombell : Winnie McPhail
- Grant Withers : Ed Bagley
- Virginia Brissac : la mère de Kate
- Louis Faust : Hank Morse
- Stanley Andrews : Jeff Baldwin
- Martin Garralaga : Patrick Moreno
- Joseph Crehan : ingénieur
- Charles Middleton